# Bafang
Bafang è la capitale del dipartimento di Haut-Nkam, in Camerun.
Secondo stime del 2001 la città conta 62.800, 85.877 nel 2010 secondo calcoli matematici di crescita demografica.